# Київський земельний банк
Київський земельний банк (рос. дореф. Кіевскій земельный банкъ) — великий акціонерний іпотечний банк дореволюційної Росії. Головна контора банку розташовувалася в Києві.

## Історія

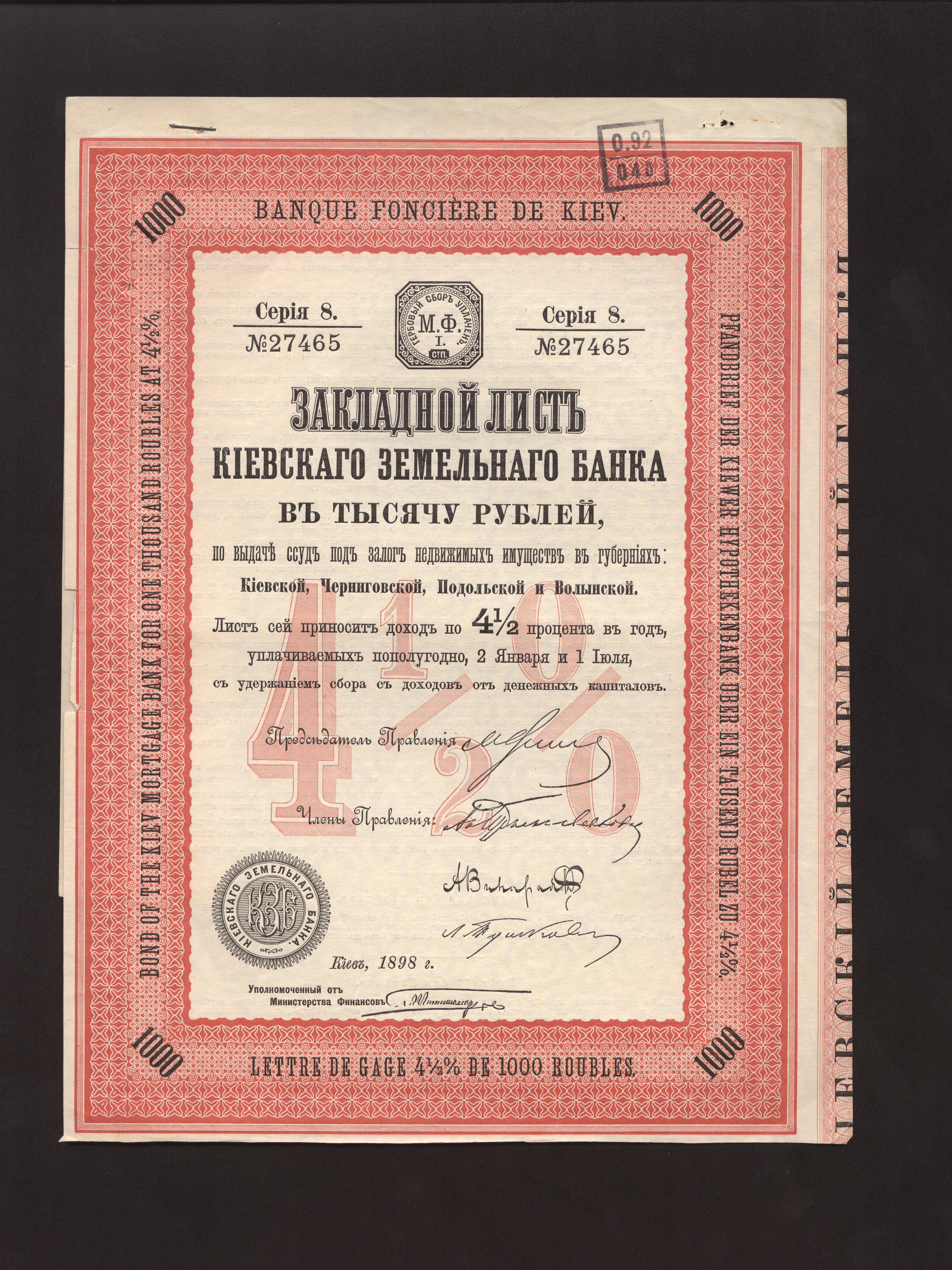
Заставний лист в 1000 рублів Київського земельного банку. Київ, 1898

Київський земельний банк був одним з десяти акціонерних земельних банків Російської імперії, що виникли в 1871–1873 роках в ході кредитної реформи, яка почала здійснюватися після скасування кріпацтва імператором Олександром II в 1861 році і проіснували аж до революційних потрясінь 1917 року. Крім Київського, в їх число входили так само Донський, Харківський, Полтавський, С.-Петербурзько -Тульський, Московський, Бесарабсько-Таврійський, Нижегородсько-Самарський, Віленський і Ярославсько-Костромський земельні банки. Складений капітал цих кредитно-фінансових установ, які надавали короткострокові і довгострокові позики під заставу як земель, так і міської нерухомості, на 1 липня 1898 році становив 51716520 руб..
Відповідно до затвердженого в червні 1872 року Статуту, Банк здійснював як довгострокове (до 66 років і 2 місяців — під заставу землі і до 38 років і 4 місяців — під заставу міської нерухомості), так і короткострокове (строком до 3 років) кредитування на територіях, що належать до Київської, Чернігівської, Подільської та Волинської губернії. Засновниками Київського земельного банку виступили землевласник Київської та Подільської губерній, шталмейстер двору Його Імператорської Величності князь Михайло Вікторович Кочубей; землевласник Київської та Полтавської губерній, гофмейстер двору Його Імператорської Величності Петро Дмитрович Селецький; землевласники Київської губернії князь Кудашев і Я. В. Тарновський, землевласник Подільської губернії Виноградський і ще низка осіб.
Головна контора Київського земельного банку з 1886 року розташовувалася в будівлі по вулиці Інститутська, 7, яка спочатку належала першій Київській біржі, до того, як біржовики перемістилися на Хрещатик. В даний час в цьому будинку — пам'ятці архітектури роботи Георгія Павловича Шлейфера, розташований Клуб Кабінету Міністрів України.